# Моро Реатино
Мо̀ро Реатѝно (на италиански: Morro Reatino) е село и община в Централна Италия, провинция Риети, регион Лацио. Разположено е на 745 m надморска височина. Населението на общината е 371 души (към 2010 г.).